# 水の森公園
水の森公園（みずのもりこうえん）は、宮城県仙台市青葉区と泉区にまたがってある公園。七北田川の支流に造られた丸田沢堤・三共堤の2つの池沼、および、それらを囲む森林がほとんどを占めるが、公園の各入口付近に温水プールやキャンプ場などのレクリエーション施設もある。

## 概要
七北田丘陵北部にあり、七北田川水系高柳川を堰きとめて造られた丸田沢堤（丸田沢西堤）、および、同鳥滝川を堰きとめて造られた三共堤（丸田沢東堤）の2つの農業用ため池と、周囲の国有林「仙台自然休養林・三共地区（水の森）」とによって園内の多くが占められる（標高は最も高いところで80m強、最も低い所で30m程度）。他に、園内北部に「水の森公園キャンプ場」、南部に「水の森市民センター」「水の森児童館」「TAC水の森ウォーターパーク（水の森温水プール）」「水の森コミュニティ防災センター」の一体型施設がある。
台原森林公園（面積：約60ha）と同様、周りを市街地に囲まれた孤立性の風致公園になっているが、同園が地下鉄南北線の台原駅および旭ヶ丘駅の両駅に隣接し、さらに日立システムズホール仙台・スリーエム仙台市科学館・仙台文学館といった市の広域集客施設に隣接していて多くの利用者を集めているのに対し、当園は市内の風致公園（10箇所）の中で最大の103.1haの面積を持ち、10箇所の合計面積208.9376haの約半分を占めながもアクセスが自家用車やバスに限られており、園内施設も大規模集客施設ではない温水プールやキャンプ場などであるため、台原森林公園と比べて利用者は少なく、静かな環境となっている。
当園ではウォーキングやバードウォッチング等以外の特徴的な利用として、水の森入口から徒歩圏の仙台フィンランド健康福祉センターに日本ノルディックフィットネス協会の本部があるため、当園でノルディックウォーキングの普及活動がなされたり、丸田沢堤の北岸に堤焼（1982年12月1日「宮城県知事指定伝統的工芸品」指定、2016年4月25日「日本遺産」認定）の唯一の窯元があるため、キャンプ場管理棟で堤焼教室が開催されたり、例年7月上旬に「水の森ほたるの会」主催によりキャンプ場の自然水路で「ほたる祭り」が開催されたりしている。
仙台市都市公園条例では、公園内で鳥獣魚類を捕獲・殺傷することを禁止しているため、当園でも狩猟や釣りは禁止である。一方、同条例では公園内でのたき火・花火等を禁止しているが、キャンプ場では指定された場所でのキャンプファイヤーや火気の使用が認められており、芋煮会やバーベキューでの利用者も見られる。なお1965年（昭和40年）頃まで、園内の池沼では地元民により、釣り客向けの貸しボート営業がなされていたが、周辺の宅地開発に伴って水質が悪化し、鰍が棲息しなくなったため数年で廃業した。
なお、当公園内の「水の森温水プール」については、施設命名権の導入により株式会社東京アスレティッククラブが年額100万円の3年契約を結び、2020年4月1日より「TAC水の森ウォーターパーク」の愛称が優先的に用いられる呼称となっている。

## 施設等

### センターゾーン
北端の「上谷刈入口」に隣接し、駐車場（無料103台）、駐輪場、芝生に覆われた多目的広場、水の森公園キャンプ場、丸田沢堤と三共堤がある。

#### 水の森公園キャンプ場
仙台市泉区上谷刈字堤下8にある。冬季閉鎖期間がある。「上谷刈青少年キャンプ場」として開設され、再整備によって現称に改称された。

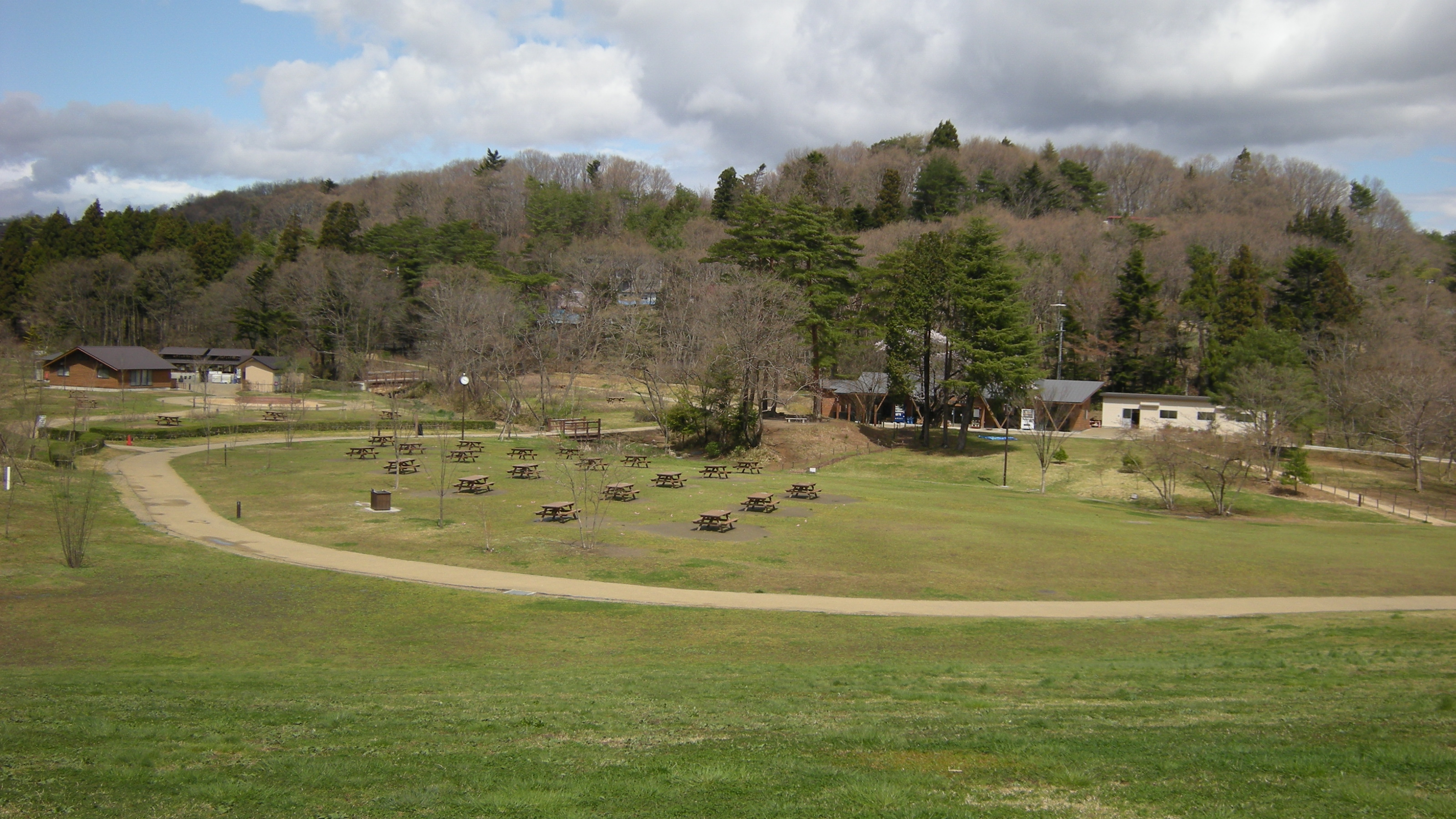
三共堤の上から見たデイキャンプサイト
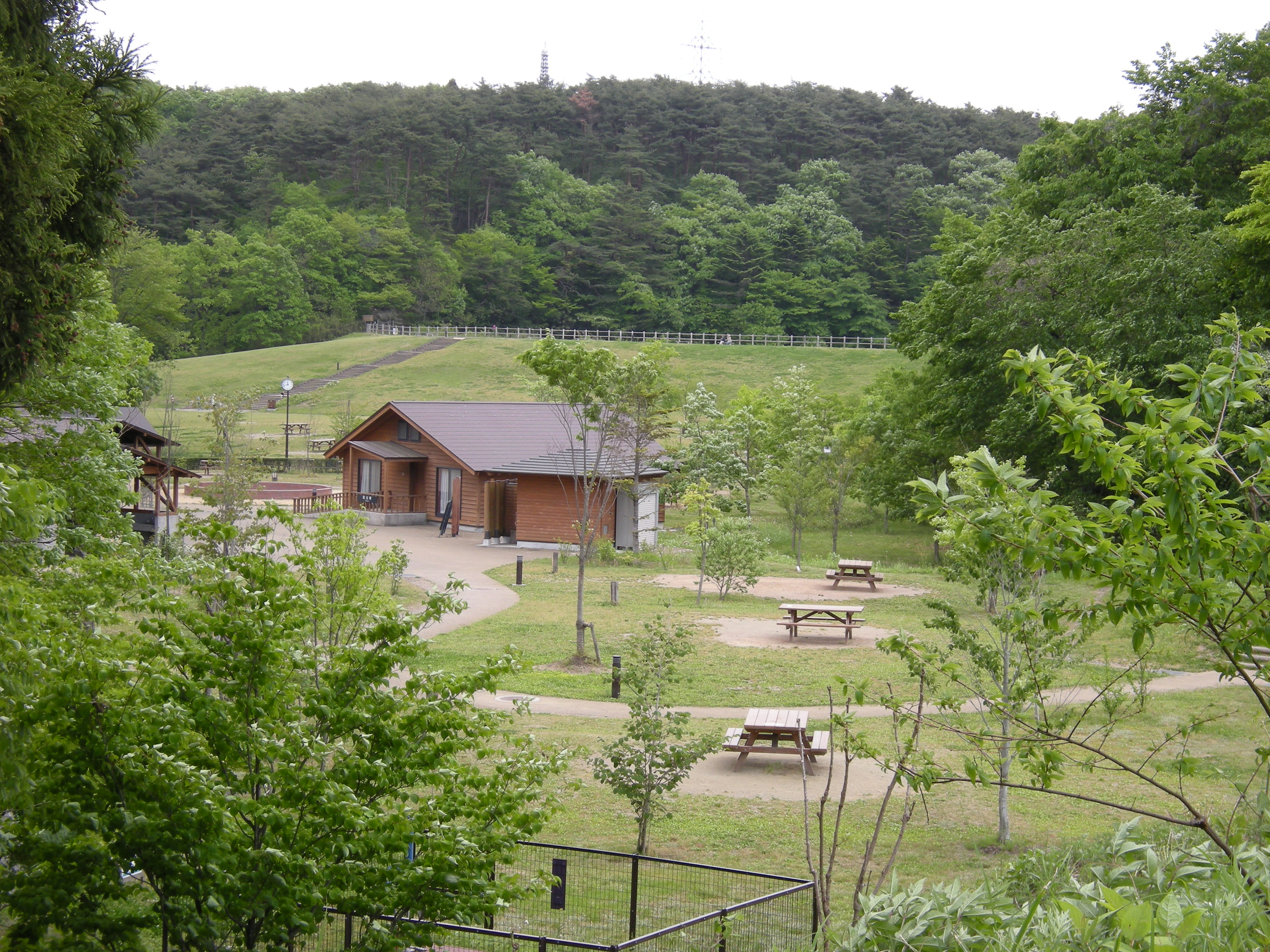
宿泊棟周辺;奥の小高く柵のある部分は三共堤
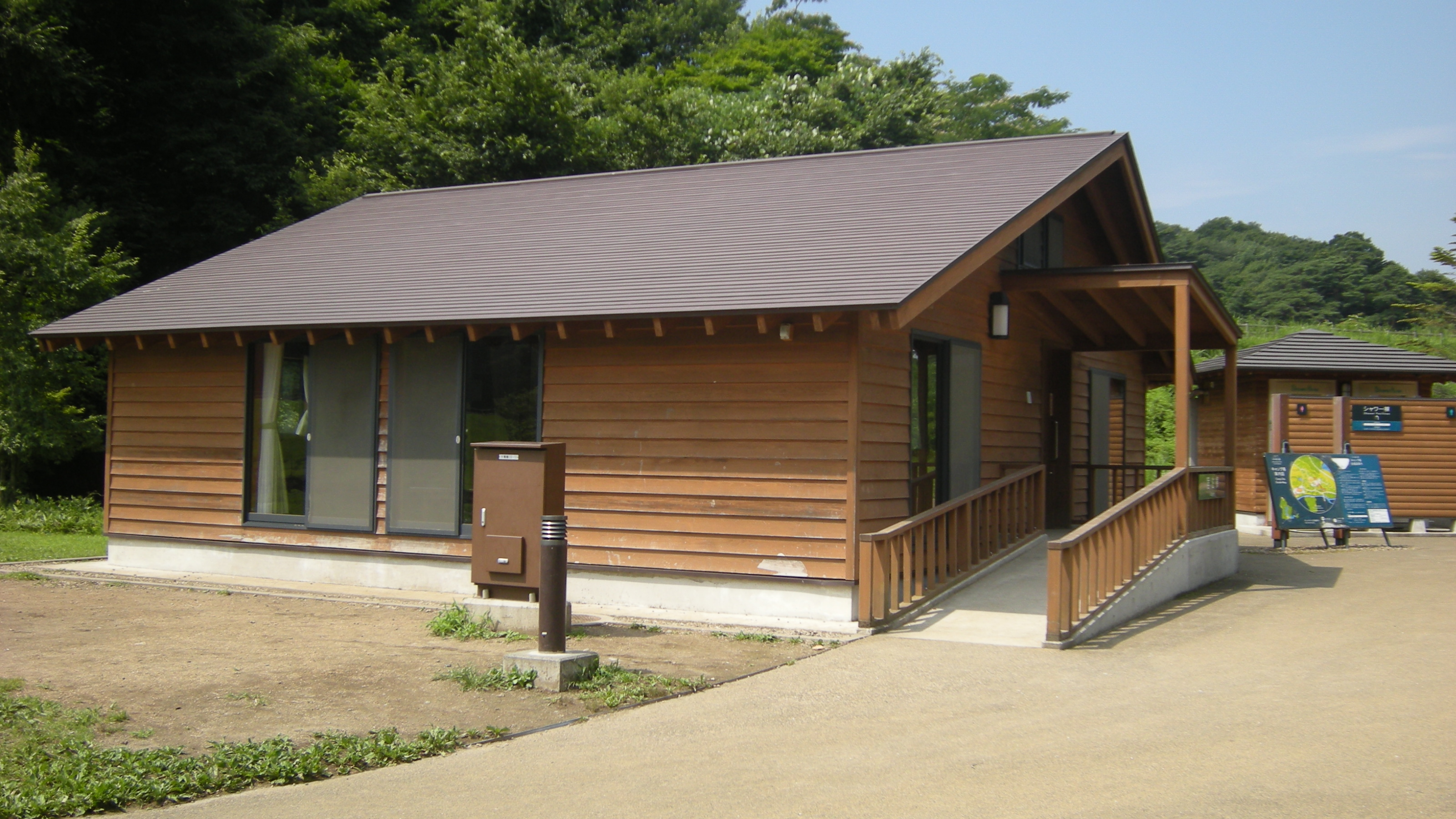
宿泊棟
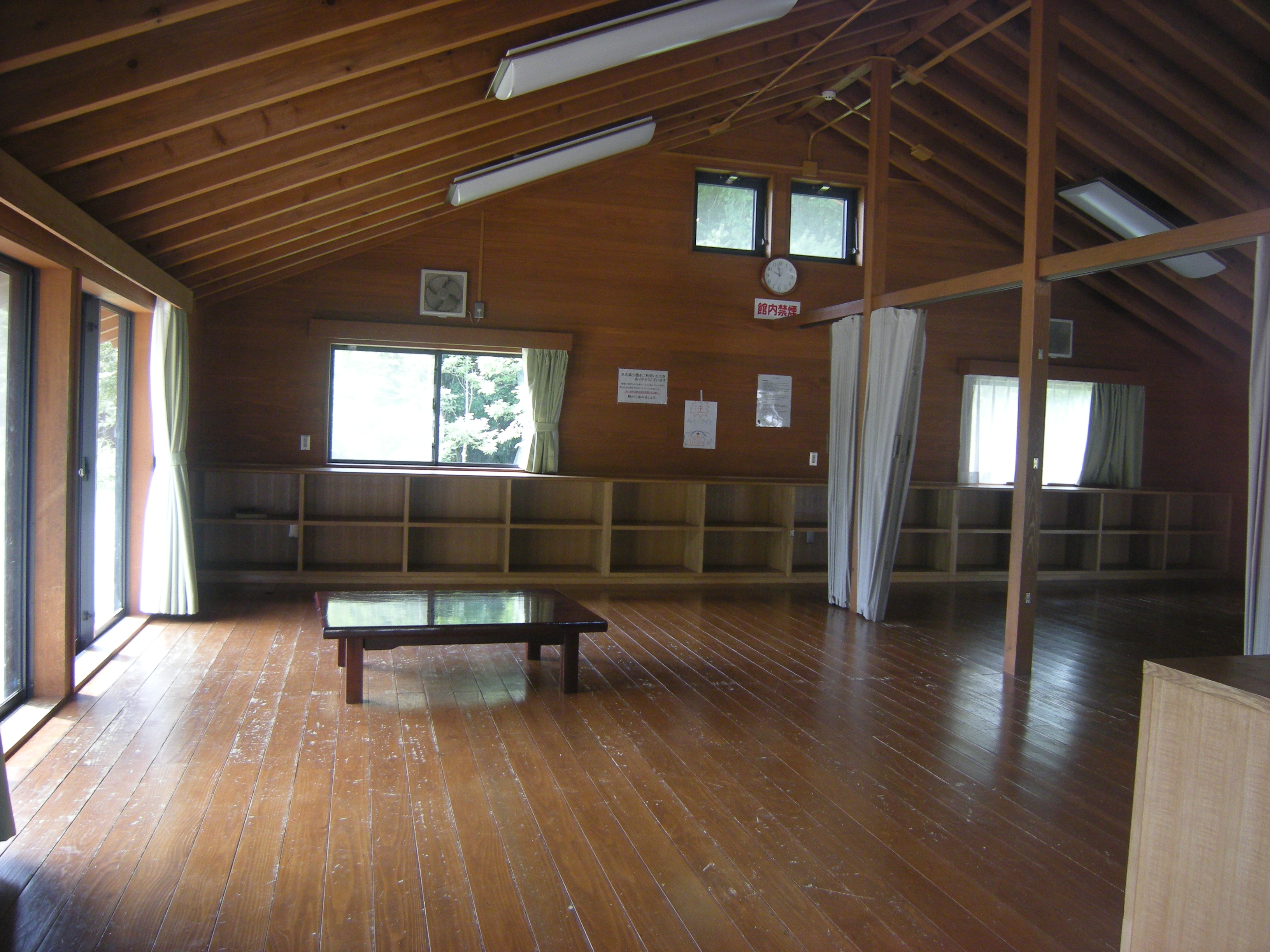
宿泊棟内部
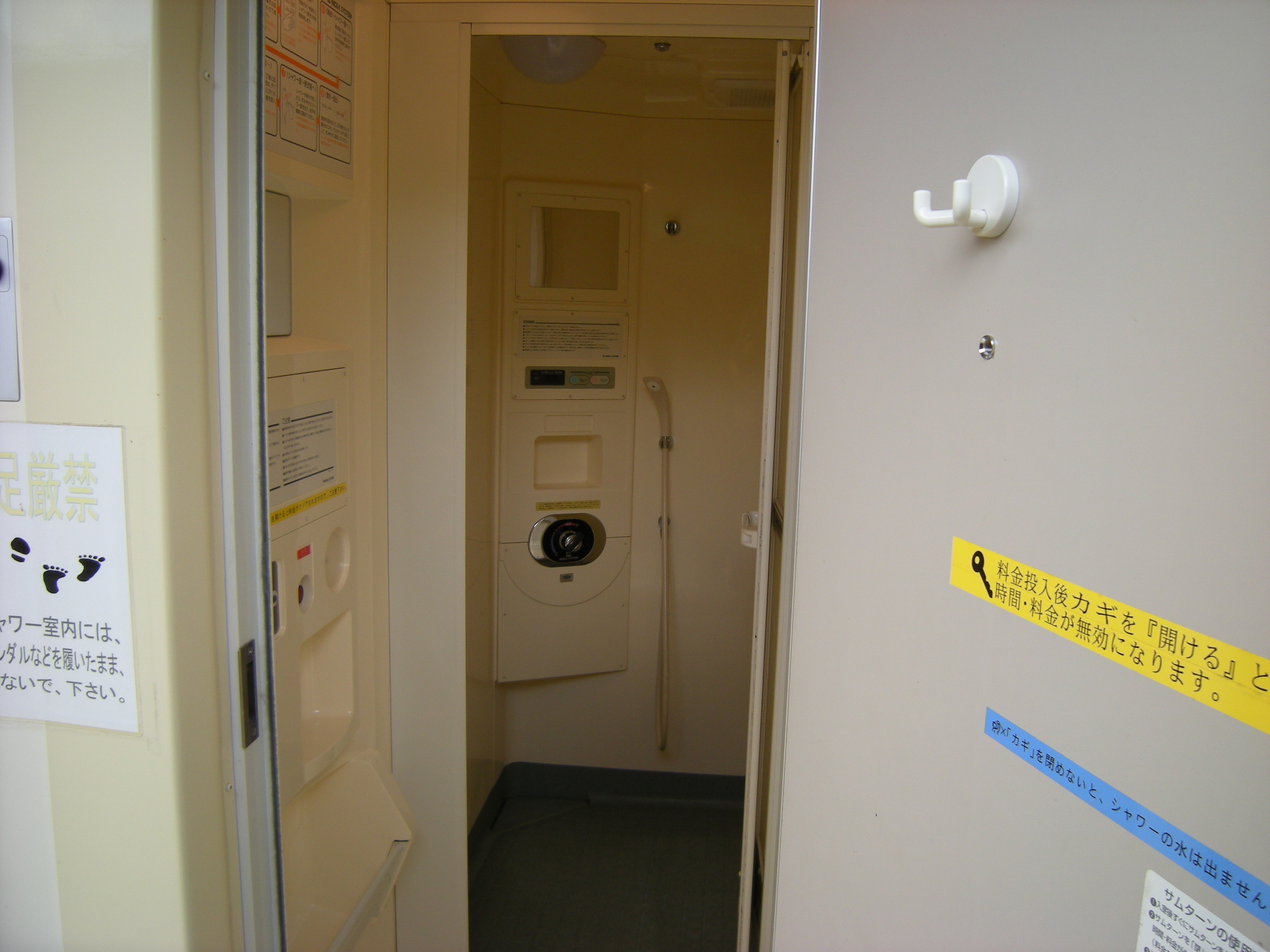
シャワー室
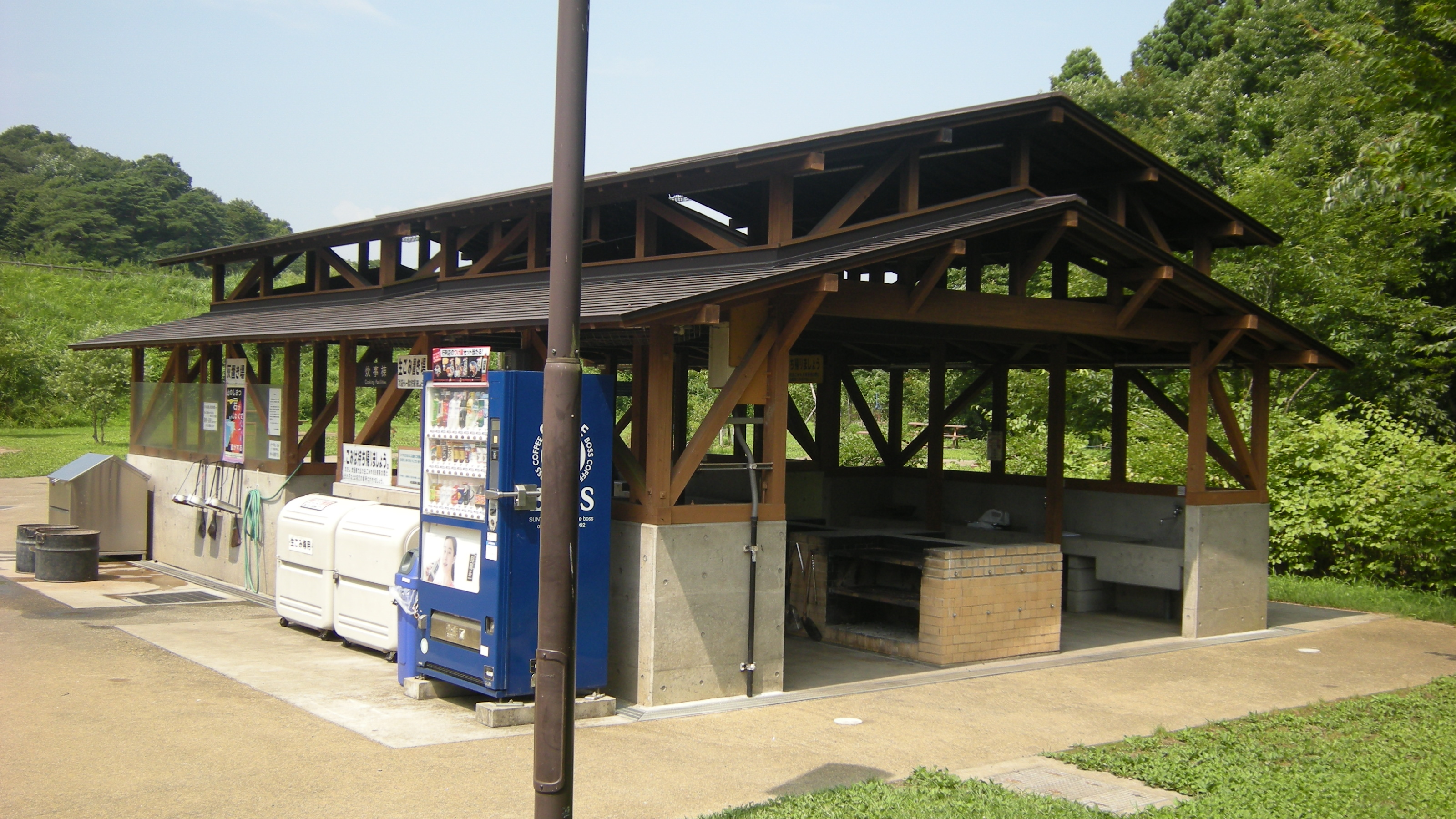
炊事棟

#### 堤
以下の2つの堤体がある。これらの名称はため池の名称としても使用されている。いずれも七北田川水系。
- 丸田沢堤
  - 別名：丸田沢西堤、丸田沢西沢堤[13]、丸田沢溜池。
  - 北西の長命ケ丘方面から流れ下ってくる高柳川をせき止めて造られた。
- 三共堤
  - 別名：丸田沢東堤、丸田沢東沢堤[13]、三居沢堤[13]。
  - 南西の中山鳥瀧不動尊から流れ下ってくる鳥滝川をせき止めて造られた。

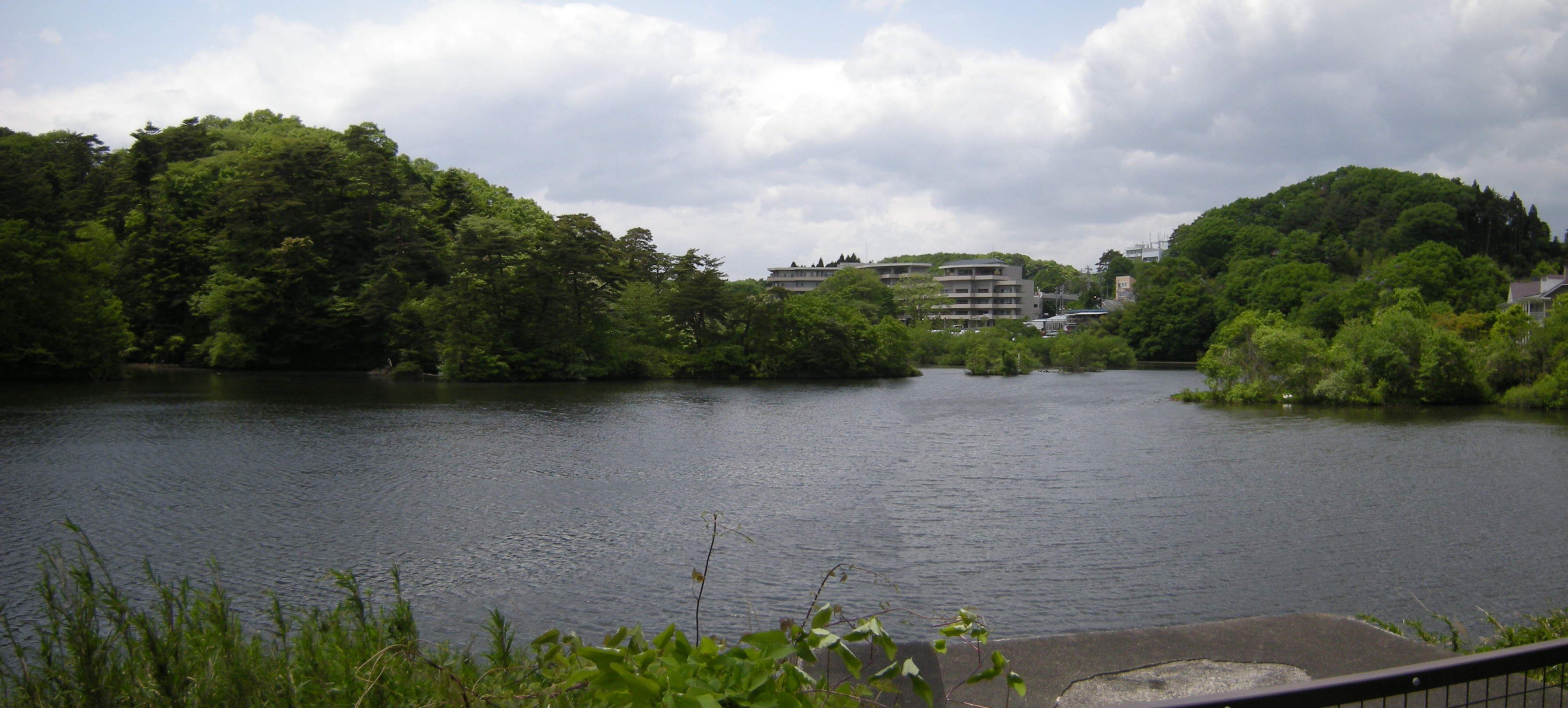
丸田沢堤の堤頂からの眺め
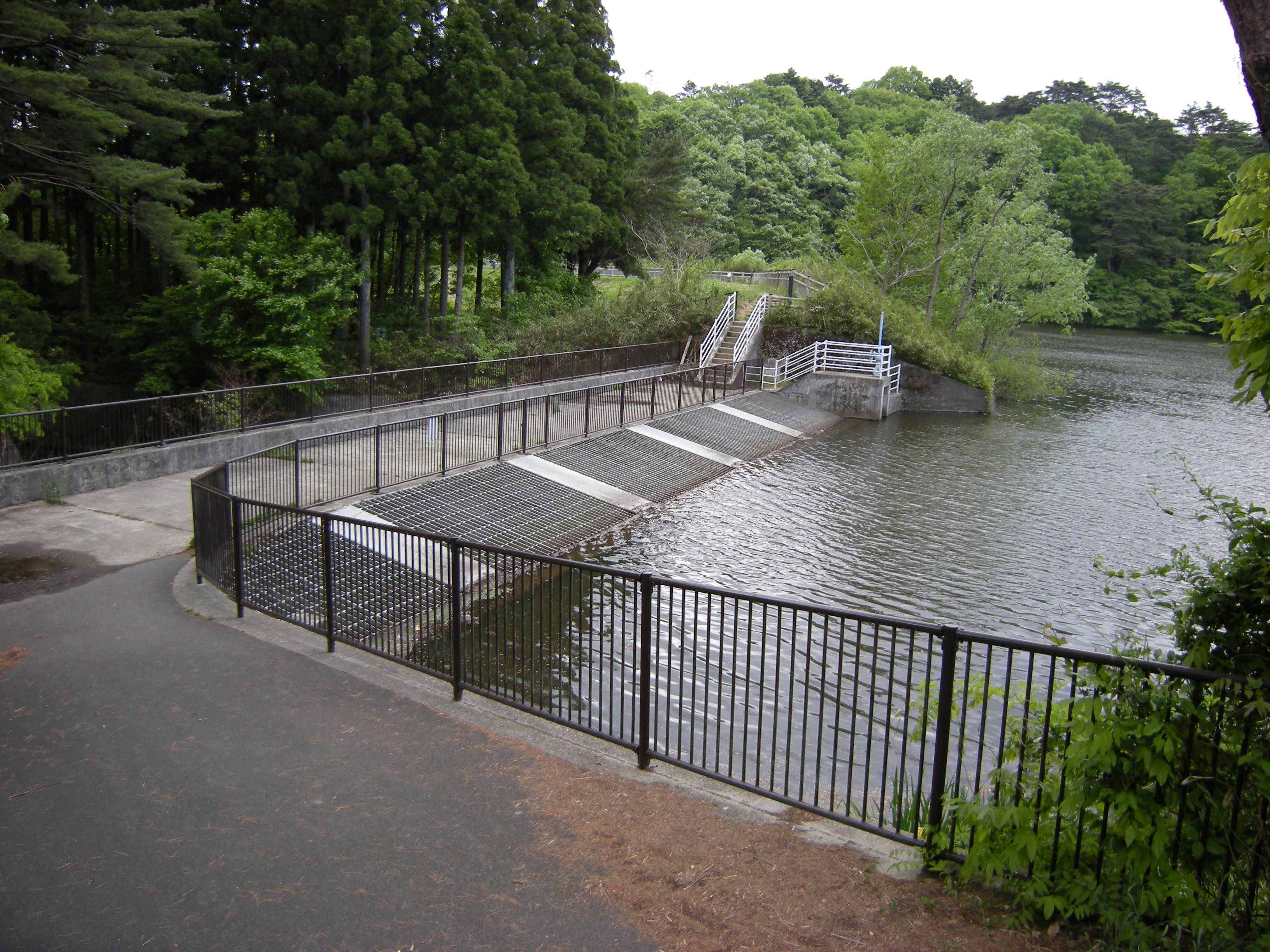
丸田沢堤出水口
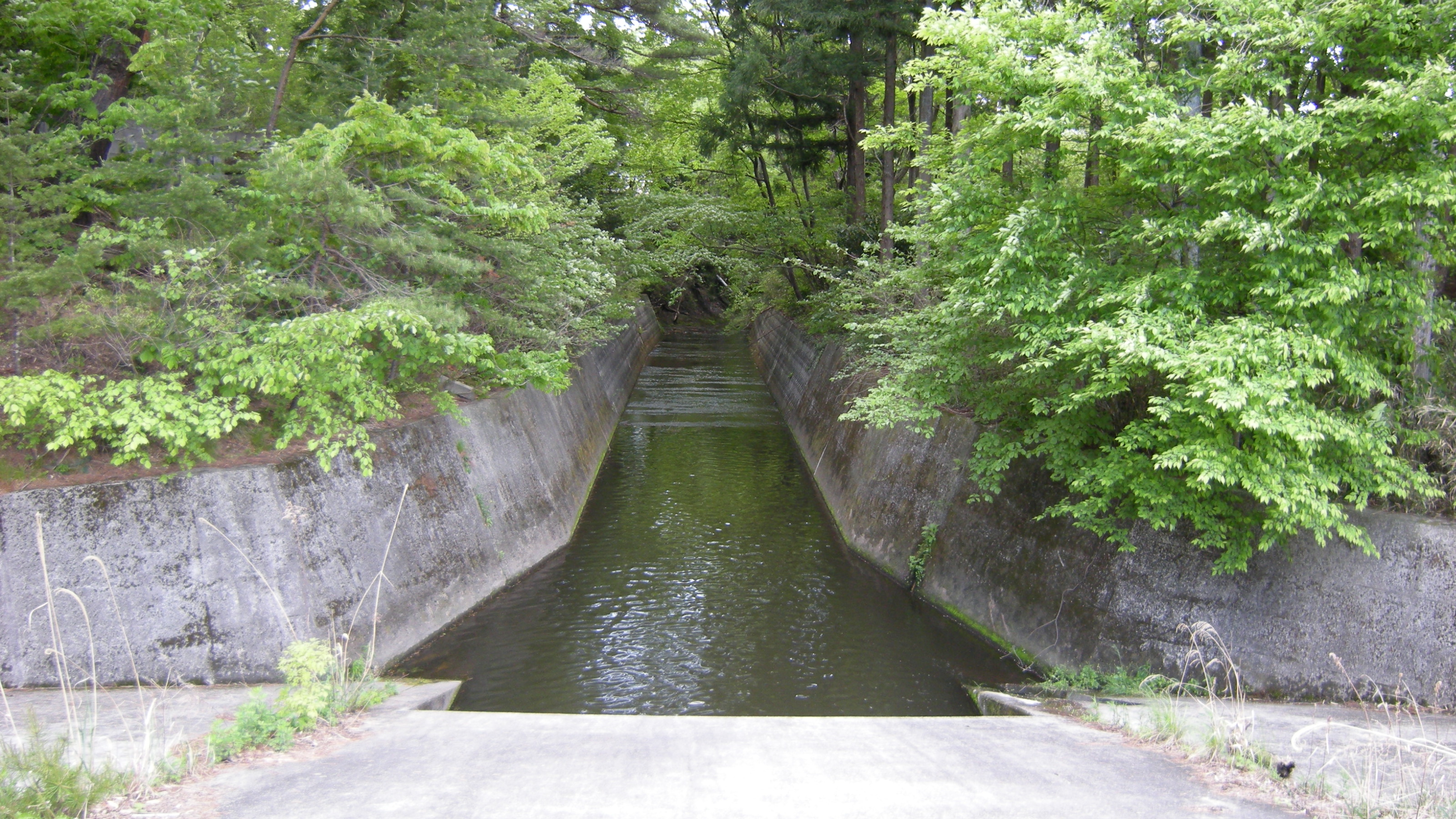
丸田沢堤出水口下流側
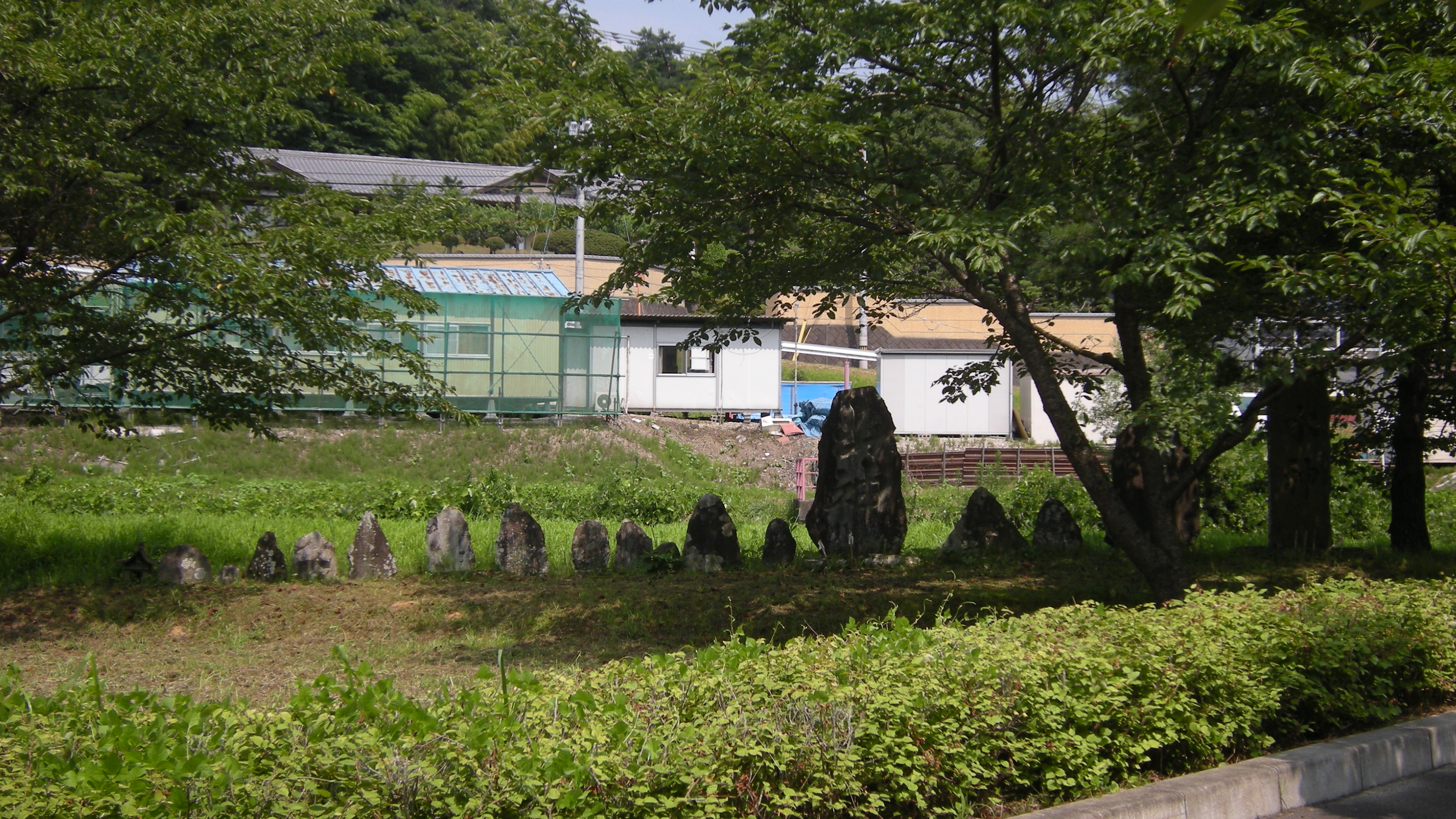
水神碑群

### 散策路等
- 東周遊コース ： 約1460m
  - センターゾーンに繋がる「かすみざくらの道」と尾根を通る「秀衡街道」で構成される。
  - 「秀衡街道」（古海道[15]）は、青葉区内の区間が「仙台市道中山街道線[注 1]」に指定されている。泉区内の区間はかつて「泉市道ニツ谷東坂線」に指定されていたが、同市が仙台市に編入される1年前に廃止され、一部を除いて里道となった[15]。途中の数ヶ所で、虹の丘に下りられる。なお、「かすみざくらの道」との合流部より北側の「秀衡街道」は、途中で通行止になっている。
- 西周遊コース ： 約1730m
  - 水の森入口から桜ケ丘入口までの「えごのきの道」、続く「すずたけの道」、センターゾーンに繋がる「こならの道」で構成される。
  - 鳥滝川や沢を渡る橋の前後で大きなアップダウンがある。
- 三共堤探勝路
  - 三共堤の周りを巡る道
- 氷室の道
  - 途中に氷室の跡がある。
- すぎこだちの道
- ふれあいの道
- あかまつの道

### 水の森市民センター
南端の「水の森入口」に隣接する仙台市青葉区水の森四丁目1番1号（1978年7月3日の住居表示実施前は、仙台市荒巻字川平62番320号）にある。園内の看板では「水の森市民センター」とのみ案内されているが、以下の4つの一体型施設である。
- 水の森市民センター
- 水の森児童館
- TAC水の森ウォーターパーク（水の森温水プール） - 25m（7コース）の競泳用プール、および、滑り台付きの12m×6mの児童・幼児用プール[17]
- 水の森コミュニティ防災センター

これら施設の敷地には、1965年（昭和40年）に東北水交設備（株）が開設した「荒巻娯楽センター」があり、屋内アイススケート場（国際規格）、スナックスタンド、ボウリング場（10レーン）、屋外プール（25mプールおよび子供用プール）、ゴルフ場（規模不明）、レストハウス（和洋中のレストラン）を備えた。
これを1974年（昭和49年）に仙台市が買収し、屋内アイススケート場（スナックと貸しロッカー併設）、プール、レストハウス（レストラン）、駐車場で構成される施設に変えた。同年12月29日に市営スケート場は開業し、「荒巻スケートセンター」「水の森スケートセンター」「水の森スケート場」等と呼ばれた。リンクサイズは57m×26m。例年10月から4月まで開業していたが、1984年（昭和59年）3月31日に閉鎖された。また、市営プールは「水の森プール」と呼ばれた。25m（6コース）の競泳用プールと、15m（変形）幼児用プールがあった。例年7月上旬から8月下旬まで開業していたが、市営スケート場が閉鎖された同じ年の8月31日を以って閉鎖された。跡地には1990年（平成2年）9月4日、上記施設が開館した。

## 歴史
東北森林管理局仙台森林管理署が管理している国有林のうち仙台市内5地区が1971年（昭和46年）3月22日、林野庁により「仙台自然休養林」に指定された。その5地区のうちの1つが「三共地区」（愛称：水の森、面積：45.97ha）であり、同年より一般開放された。これが後に当園の基礎となった。なお、「三共地区」は当時、その北部が泉市内、南部が仙台市内だった。
仙台自然休養林「三共地区」（水の森）の南側に1965年（昭和40年）に開設されていた民間の「荒巻娯楽センター」を1974年（昭和49年）に市が買収し、「荒巻スケートセンター」（後の「水の森スケートセンター」）と「水の森プール」を開場。1977年（昭和52年）には、北部の泉市内に「上谷刈青少年キャンプ場」（丸田沢キャンプ場）が開場した。
1980年（昭和55年）には「水の森公園」（約49ha）が都市計画決定されて整備事業が始まった（1990年度まで）。1980年代には、「上谷刈青少年キャンプ場」への接続道路脇（現在は上谷刈入口の駐車場の一部に転用）にテニスコート（ハードコート）2面が整備された（北緯38度18分32.5秒 東経140度51分43.8秒 / 北緯38.309028度 東経140.862167度）。
1983年（昭和58年）に閉場した「水の森スケートセンター」の跡地において、「水の森市民センター」「水の森児童館」「水の森温水プール」の3つの機能が併設された施設が1990年（平成2年）に開館した。
一方、バブル景気に入り、1987年（昭和62年）のリゾート法施行、1988年（昭和63年）の泉市の仙台市編入、1989年（平成元年）の仙台市の政令指定都市移行という経済背景の変化の中、仙台市都心部から近く、新規開通した仙台北環状線でアクセスが容易になったにもかかわらず、湖畔の豊かな環境が残る当園北側隣接の丸田沢堤周辺（旧・泉市内）において、民有地の不動産取引が活発になった。宮城県の自然環境保全条例で同地が指定されているとはいえ、開発を完全に禁止出来るものではないため、丸田沢堤周辺（約67ha）を当園に編入して自然環境を保全しようと1990年（平成2年）6月、仙台市の三役が意思決定した。同年9月、国が「平成記念子供のもり公園」事業を始めることが分かり、既存の当園に丸田沢堤周辺を含めた地区をもって翌1991年（平成3年）に応募した結果、当園は「平成記念子供のもり公園」に指定され、当園の面積も103.1haに拡大した。
2003年（平成15年）には、キャンプ場が再整備された。
経済産業省の2004年度「健康サービス産業創出支援事業」に仙台ウェルネス・コンソーシアム（仙台市・東北福祉大学・東北電力などによる産学官共同事業体）の『「フィンランド型」予防福祉・健康増進プラットホームの構築』が採択されたのを機に、仙台フィンランド健康福祉センターに近い「水の森市民センター」および当園にてノルディック・ウォーキング (NW) 体験会やNWインストラクター養成講座などが集中的に開催されるようになり、仙台市内を初め、全国にNWが広まった。
なお、当園の山林は学校林としても活用されてきた（例えば、仙台市立上杉山中学校が1950年から2019年まで2.625ha分を契約しており、樹木伐採による収益は二官八民で分配する）。

### 年表
- 1615年（元和元年）頃に当地に落ち延びた高梨左兵衛・右兵衛[注 4]兄弟が願い出て、上谷刈村1村の農業用水として丸田沢堤（北緯38度18分34.3秒 東経140度51分28.9秒 / 北緯38.309528度 東経140.858028度）を築造した[13][27]。
- 1706年（宝永3年）、上谷刈村を含む当地より下流域の宮城郡18ヶ村の入会農業用水として三共堤（北緯38度18分21.5秒 東経140度51分39.8秒 / 北緯38.305972度 東経140.861056度）が築造された[13][27]。
- 1963年（昭和38年）10月、東北電力の高圧線が当地を横断するように架設された[26]。
- 1967年（昭和42年）3月、宮城郡泉町内の「秀衡街道」（古海道）が「泉町道ニツ谷東坂線」に指定された[15]。
- 1971年（昭和46年）
  - 3月22日、林野庁により仙台市および宮城郡泉町にある国有林5地区（東北森林管理局仙台森林管理署所管）が「仙台自然休養林」に指定[18][19]。うち1つが後に当園となる「三共地区」（愛称：水の森、面積：45.97ha）[18][19]。
  - 11月1日、宮城郡泉町が市制施行。「泉町道ニツ谷東坂線」が泉市道になった。
- 1973年（昭和48年）8月17日、「丸田沢緑地環境保全地域」（面積：124ha）が指定[19][22][26][28]。
- 1974年（昭和49年）12月29日、民間の「荒巻娯楽センター」を受け継いだ、市営の「荒巻スケートセンター」（北緯38度17分49.8秒 東経140度51分34.4秒。後の「水の森スケートセンター」）が開場[29]。屋外プール（北緯38度17分50.5秒 東経140度51分31.1秒 / 北緯38.297361度 東経140.858639度）併設。
- 1977年（昭和52年）、泉市「上谷刈青少年キャンプ場[1]」（丸田沢キャンプ場、北緯38度18分33.1秒 東経140度51分39.2秒）が開場[26]。
- 1978年（昭和53年）7月3日、「荒巻スケートセンター」および屋外プールがある仙台市荒巻字川平（の一部）、および、隣接する国有地（いずれも当園内）に住居表示が実施され、仙台市水の森四丁目となった[16]。
- 1980年（昭和55年）
  - 3月、都市計画道路鶴ケ谷中山線（市道鶴ケ谷荒巻青葉山（その4）線[注 5]）をまたぎ、市道中山街道線[注 1]を通す「水の森橋」が竣工。
  - 7月、「水の森公園」（面積：約49ha）が都市計画決定され、整備事業が始まった（1990年度まで）[21]。
- 1984年（昭和59年）
  - 3月31日、「水の森スケートセンター」閉設。
  - 8月31日、「水の森プール」閉設。
- 1986年（昭和61年）、仙台自然休養林が「森林浴の森100選」に選定された[18]。
- 1987年（昭和62年）3月、「泉市道ニツ谷東坂線」が廃止され、一部を除いて里道となった[15]。
- 1988年（昭和63年）3月1日、泉市が仙台市に編入されたため、当園は全て仙台市内となった。キャンプ場が「仙台市上谷刈青少年キャンプ場」に改称。
- 1989年（平成元年）4月1日、仙台市が政令指定都市に移行。当園の旧仙台市部分は青葉区内、旧泉市部分は泉区内となった。
- 1990年（平成2年）
  - 8月30日、「仙台市水の森市民センター」竣工[30]。
  - 9月4日、「水の森スケートセンター」および「水の森プール」の跡地（青葉区水の森四丁目1番1号）に「水の森市民センター」「水の森児童館」「水の森温水プール」（北緯38度17分49.9秒 東経140度51分33.8秒 / 北緯38.297194度 東経140.859389度）の3つの機能が併設された施設が開館[30]。
- 1991年（平成3年）9月11日、「平成記念子供のもり公園」に指定された[21][23]（面積：103.1ha）。
- 1997年（平成9年）7月、市道高柳～丸田沢線[注 6]とキャンプ場とを高柳川を越えて結ぶ「水の森公園橋」が竣工。
- 2003年（平成15年）6月、上谷刈青少年キャンプ場が再整備され、園内北部（泉区上谷刈字堤下8）に「水の森公園キャンプ場」が開場した[23][26]。
- 2005年（平成17年）
  - 7月14日、水の森市民センターおよび当園にてノルディックウォーキング体験会が参加者約80名（フィンランド人4名含む）で開催された[31]。
  - 8月16日、宮城県沖を震源とする最大震度6弱の地震により、「水の森温水プール」のプール脇にある点検用通路に、吊り天井の石膏ボードパネル（幅40cm、長さ150cm、厚さ1.5cm）が29枚落下した（けが人なし）[32][33]。これ以降、休業。同地震による仙台市内の天井パネル落下事故は、スポパーク松森（泉区）、根白石温水プール（泉区）、今泉温水プール（若林区）、青葉体育館（青葉区）でも発生した[32][33]。
- 2006年（平成18年）4月、「水の森温水プール」の営業再開。
- 2011年（平成23年）
  - 3月11日、東北地方太平洋沖地震（東日本大震災）が発生。園内の道路・広場・擁壁・堤体の破損が見られたため、一部に立入制限をした[34]
  - 5月1日、キャンプ場の使用を再開[8]。
- 2020年（令和2年）4月1日、施設命名権の導入に伴い、「水の森温水プール」を「TAC水の森ウォーターパーク」に改称。

## アクセス
- 駐車場
  - 上谷刈入口（北）側：無料 103台
    - 入庫時間は6:00-19:00。「水の森公園キャンプ場」利用者は夜間も駐車可。

  - 水の森入口（南）側：無料 45台
    - 「水の森市民センター」「水の森児童館」「TAC水の森ウォーターパーク」の施設利用者と併用。

## 指定等
- 保安林（水源かん養保安林および保健保安林）[35]
  - (a) 泉区上谷刈赤坂のうち、丸田沢堤、キャンプ場、三共堤、宮城学院に囲まれた区域（1-77小林班を除く125林班の全域）
  - (b) 青葉区水の森4丁目の一部（151林班のうち3～6小林班：(a)の南側に隣接）
- 地域森林計画対象森林[35]
- 「丸田沢緑地環境保全地域」（面積：124ha、1973年指定）
  - 水の森公園、宮城学院桜ヶ丘キャンパス（1978年起工・1980年竣工[36]、敷地面積：約20.9ha[37]）、桜ヶ丘公園 ほか[28]
- 「森林浴の森100選」（仙台自然休養林として。1986年指定）
- 「平成記念子供のもり公園」（水の森公園として。面積：103.1ha。1991年指定）